# گل زرد قلعه
گل زرد قلعه یک روستا در ایران است که در دهستان نهرمیان واقع شده‌است. گل زرد قلعه ۸۱۸ نفر جمعیت دارد.